# IC 1361
IC 1361 — галактика типу S? (спіральна галактика) у сузір'ї Малий Кінь.
Цей об'єкт міститься в оригінальній редакції індексного каталогу.